# Горбик, Вячеслав Александрович
Вячеслав Александрович Горбик (укр. В'ячеслав Олександрович Горбик; 31 июля 1936, Мурманск, Мурманский округ, Ленинградская область, РСФСР, СССР — 6 сентября 2016) — украинский историк, исследователь общей истории, истории Украины XX века, исторического краеведения, доктор исторических наук, профессор (с 1992 года), заслуженный работник культуры Украины (с 1993 года).

## Биография
В 1959 году окончил историко-философский факультет Киевского государственного университета. В 1959—1961 годах — старший лаборант; в 1961—1964 годах — аспирант; с 1964 года — младший научный сотрудник, ученый секретарь института, старший научный сотрудник; с 1983 года — заведующий отделом историко-краеведческих исследований Института истории Украины НАН Украины. В 1965 году, под руководством доктора исторических наук И. М. Мельниковой, защитил кандидатскую диссертацию на тему: «Политика консерваторов по рабочего класса в Англии (1959—1964)», в 1982 году — докторскую диссертацию на тему: «Основные направления эволюции буржуазных партий Великобритании (1945—1979 гг.)».

## Научная деятельность
Разрабатывал проблемы исторического краеведения, в том числе памятниковедения. Как заместитель председателя Главной редколлегии 28-томного энциклопедического издания «Свода памятников истории и культуры Украины» координировал работу местных редколлегий и многочисленного авторского коллектива. Автор около 300 научных работ. Среди них:
- Памятники истории и культуры Украины. Каталог-справочник. Тетрадь 1. — Киев, 2005 (в соавторстве).
- Выдающиеся деятели науки и культуры Киева в историко-краеведческом движении Украины: Биографический справочник: В 2 частях — Киев, 2005 (ответственный редактор, в соавторстве).
- Киев: Энциклопедическое издание. — Книга 1, Часть 1. — Киев, 1999; Книга 1, часть 2. — Киев, 2005 (составитель, в соавторстве).
- Военная история Украины в памятниках. — Киев, 2003 (в соавторстве).
- Киев: Энциклопедическое издание. — Киев, 2001 (в соавторстве).
- Актуальные вопросы выявления и исследования памятников истории и культуры. — Киев, 1999 (ответственный редактор, в соавторстве).
- Историко-культурное наследие Украины: Проблемы исследования и сохранения. — Киев, 1998 (ответственный редактор, в соавторстве).
- К вопросу об историческом районировании Украины // УИЖ. — 1995. — № 1, 2 (в соавторстве).
- Памятники Украины: проблемы сохранения и исследования. — Киев, 1994 (в соавторстве).
- Историческое краеведение в УССР. — Киев, 1988 (в соавторстве).
- Культура и наука Черниговщины дооктябрьского и советского времени в памятниках. Материалы к «Свода памятников истории и культуры народов СССР по Украинской ССР». Черниговская область. — Киев, 1986 (в соавторстве).
- Великобритания: Противоречия и проблемы. — Киев, 1980.
- Консервативная и либеральная партия в политической системе послевоенной Англии. — Киев, 1977.
- Антирабочая политика консерваторов и положение трудящихся в послевоенной Англии. — Киев, 1974.
- Политические тупики тори. — Киев, 1973.
- Смог над Альбионом: Проблемы внешней и внутренней политики современной Англии. — Киев, 1969.
- Правящий класс и рабочее движение в Англии (1959—1964). — Киев, 1968.